# Janiek Pomba
Janiek Pomba (10 oktober 2000) is een Surinaams langeafstandloper.

## Biografie
Janiek Pomba is afkomstig uit Brokopondo. Hij vierde zijn eerste internationale successen in 2022 toen hij tijdens de Marathon Rotterdam het nationale Surinaamse record op de marathon verbrak in een tijd van 2:31:48 uur. Tijdens de Zuid-Amerikaanse Spelen in Asuncion in Paraguay behaalde hij op de 10 kilometer de vijfde plaats in 35:15,66 minuten.
In 2024 verbrak hij in 1:13:33 uur het Surinaamse record van 25 jaar oud op de halve marathon. Het vorige record stond op naam van Steven Vismale en stond op 1:14:03. In 2025 schreef hij voor de vierde keer de 10 kilometer van de internationale nieuwjaarsloop Bigi Broki Waka in Paramaribo op zijn naam.

## Persoonlijke records
- 5.000 meter: 16:20,39 minuten, 19 augustus 2022 in Wageningen
- 10.000 meter: 35:15,66 minuten, 14 oktober 2022 in Asuncion, Paraguay
- Marathon: 2:31:48 uur, 10 april 2022 in Rotterdam (Surinaams record)
- Halve marathon:  1:13:33 uur, 6 oktober 2022 tijdens Bredase Singelloop (Surinaams record)